# Qasapet
Qasapet (armeniska: Կուսապետ, Kusapat, Կուսապատ) är en ort i Azerbajdzjan.   Den ligger i distriktet Tərtər Rayonu, i den centrala delen av landet, 270 km väster om huvudstaden Baku. Qasapet ligger 776 meter över havet och antalet invånare är 237.
Terrängen runt Qasapet är kuperad. Närmaste större samhälle är Martakert, 7,6 km nordost om Qasapet. 
Omgivningarna runt Qasapet är en mosaik av jordbruksmark och naturlig växtlighet. Runt Qasapet är det ganska glesbefolkat, med 38 invånare per kvadratkilometer.